# Mikroregion Santarém

Mikroregion Santarém

Mikroregion Santarém – mikroregion w brazylijskim stanie Pará należący do mezoregionu Baixo Amazonas. Ma powierzchnię 94.196,2 km²

## Gminy
- Alenquer
- Belterra
- Curuá
- Monte Alegre
- Placas
- Prainha
- Santarém